# I Will Break Your Fall
I Will Break Your Fall je třetí sólové studiové album Fernanda Saunderse, vydané v dubnu 2006 pod značkou Summit Records. Producentem alba byl sám Saunders. Na albu hrají také jeho spoluhráči, jako jsou například Mike Rathke, Lou Reed nebo zpěvačka Marianne Faithfull.

## Seznam skladeb
| Pořadí | Název                             | Autor                             | Délka |
| ------ | --------------------------------- | --------------------------------- | ----- |
| 1.     | Lover (Iceland)                   | Saunders                          | 4:51  |
| 2.     | I Will Break Your/Fall            | Saunders, Karak                   | 4:24  |
| 3.     | All for You                       | Saunders                          | 6:33  |
| 4.     | Back Street Girl                  | Jagger, Richards                  | 4:15  |
| 5.     | Pain                              | Saunders                          | 4:39  |
| 6.     | Baton Rouge                       | Reed                              | 4:59  |
| 7.     | Angel                             | Saunders, Karak                   | 4:58  |
| 8.     | All for You (Iceland)             | Saunders                          | 5:27  |
| 9.     | Tu Me Mens                        | Saunders, Batchourine, Finch      | 4:34  |
| 10.    | I Don't Need You                  | Saunders, Gibbs, Girgsby, Squiggy | 4:26  |
| 11.    | U Can't Go By (How Things Appear) | Saunders                          | 4:09  |
| 12.    | Bass Talk                         | Saunders                          | 4:57  |
| 13.    | See the Light                     | Saunders                          | 5:09  |
| 14.    | Lover                             | Saunders                          | 5:05  |
| 15.    | Live in Spain                     | Saunders, Lewis                   | 6:38  |

## Obsazení
- Fernando Saunders – baskytara, violoncello, bicí, kytara, klávesy, zpěv
- Mike Rathke – kytara
- Lou Reed – kytara, zpěv
- Kevin Hearn – klavír
- Marianne Faithfull – zpěv
- Jane Scarpantoni – violoncello
- Javier Antonana – akustická kytara
- David Biglin – kytara, mandolína, syntezátor
- Joe DiCarlo – perkuse
- Jack Fellers – doprovodný zpěv
- Denny Fongheiser – bicí
- Lauren Gibbs – klavír, doprovodný zpěv
- Nicola Ginzel – doprovodný zpěv
- Eythor Gunnarsson – klavír
- Delores Holmes – doprovodný zpěv
- Layonne Holmes – doprovodný zpěv
- Mark Johnson – sopránsaxofon
- J. Lewis – bicí
- Jerome Liggon – perkuse
- Pete Min – kytara
- Ben Monder – kytara
- Shawn Pelton – bicí
- Leander Saunders – doprovodný zpěv
- Alan Smallwood – klávesy, varhany